# 金辰街道
金辰街道，是中华人民共和国云南省昆明市盘龙区下辖的一个街道，地处昆明市北市区核心地带，辖区范围东起穿金路与盘龙区青云街道相邻，西至盘龙江与五华区红云街道相望，南接二环北路与联盟街道接壤，北邻霖雨路与龙泉街道相连。

## 历史
1953年昆明县与昆明市合并，金辰属于昆明市第七区。1956年，第七区改为龙泉区，金辰属于龙泉区金白乡和云波乡。1958年实行人民公社体制，改为龙泉区龙泉人民公社金白管理区和云波管理区。1958年12月龙泉区并入昆明官渡区，改属官渡区。1961年5月撤销管理区，改为生产大队，金辰属于龙泉公社金星生产大队、云波生产大队。1984年机构改革，公社更改为办事处，1987年再次改革，办事处改为乡（镇），金辰属于官渡区龙泉镇金星办事处和云波办事处。2004年8月，昆明主城四区行政区划调整，原官渡区龙泉镇划入盘龙区，盘龙区整合原龙泉镇金星社区的小庄村、金刀营村、罗丈村、大白庙村、马家营村、三竹营村，云波社区的波罗村、任旗营村、老李山村、清泉村、羊肠小村于当年12月24日正式成立金辰街道办事处。

## 行政区划
金辰街道现下辖8个社区及1个集体资产管理委员会：
金刀营社区、云波社区、任旗营社区、罗丰社区、金实社区、天祥社区、青龙山社区、映象社区和清泉社区以及金星集体资产管理委员会。
金星集体资产管理委员会下辖6个居民小组：马家营、大白庙、小庄、金刀营、三竹营、罗丈村，其中马家营和大白庙位于联盟街道管辖范围。

## 交通
金辰街道辖区范围内交通便利，已经形成以南北纵向的北京路、穿金路，东西横向的二环北路、北辰大道—金色大道、霖雨路—铂金大道、沣源路为主干道的交通网络。
昆明地铁2号线沿北京路贯穿辖区，在辖区范围内设有霖雨桥、北辰、金星和白云路4个车站。

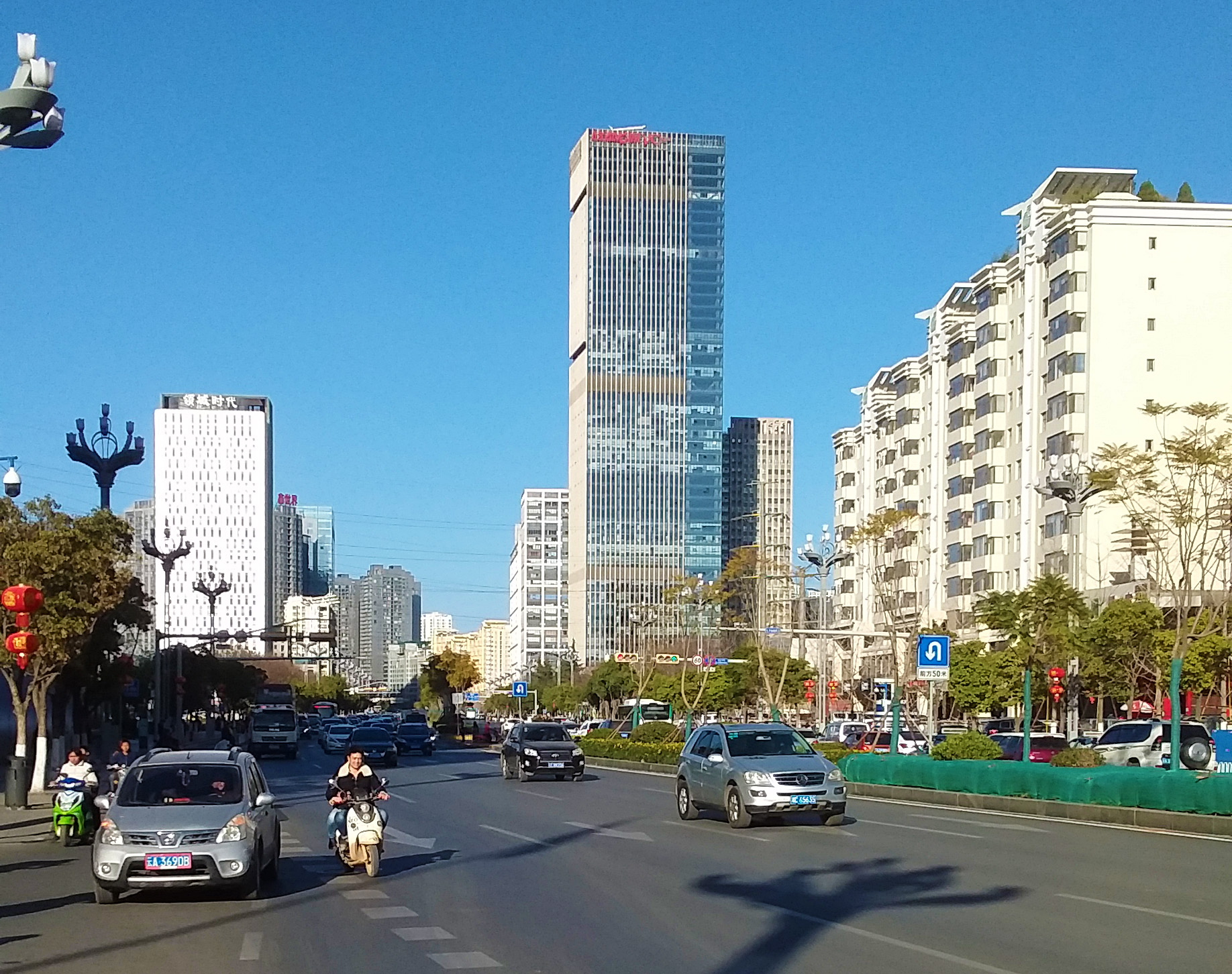
北京路
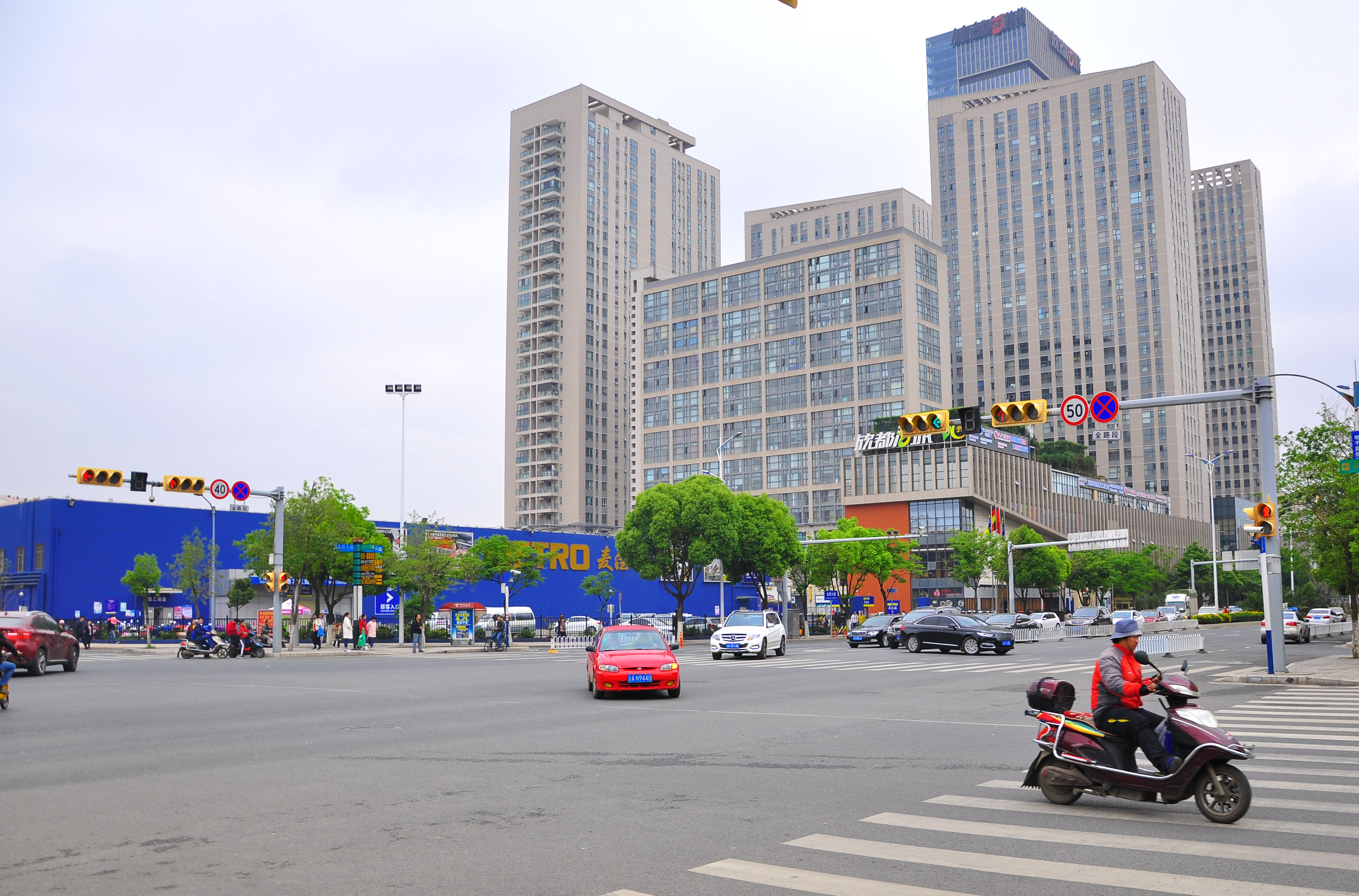
北辰大道
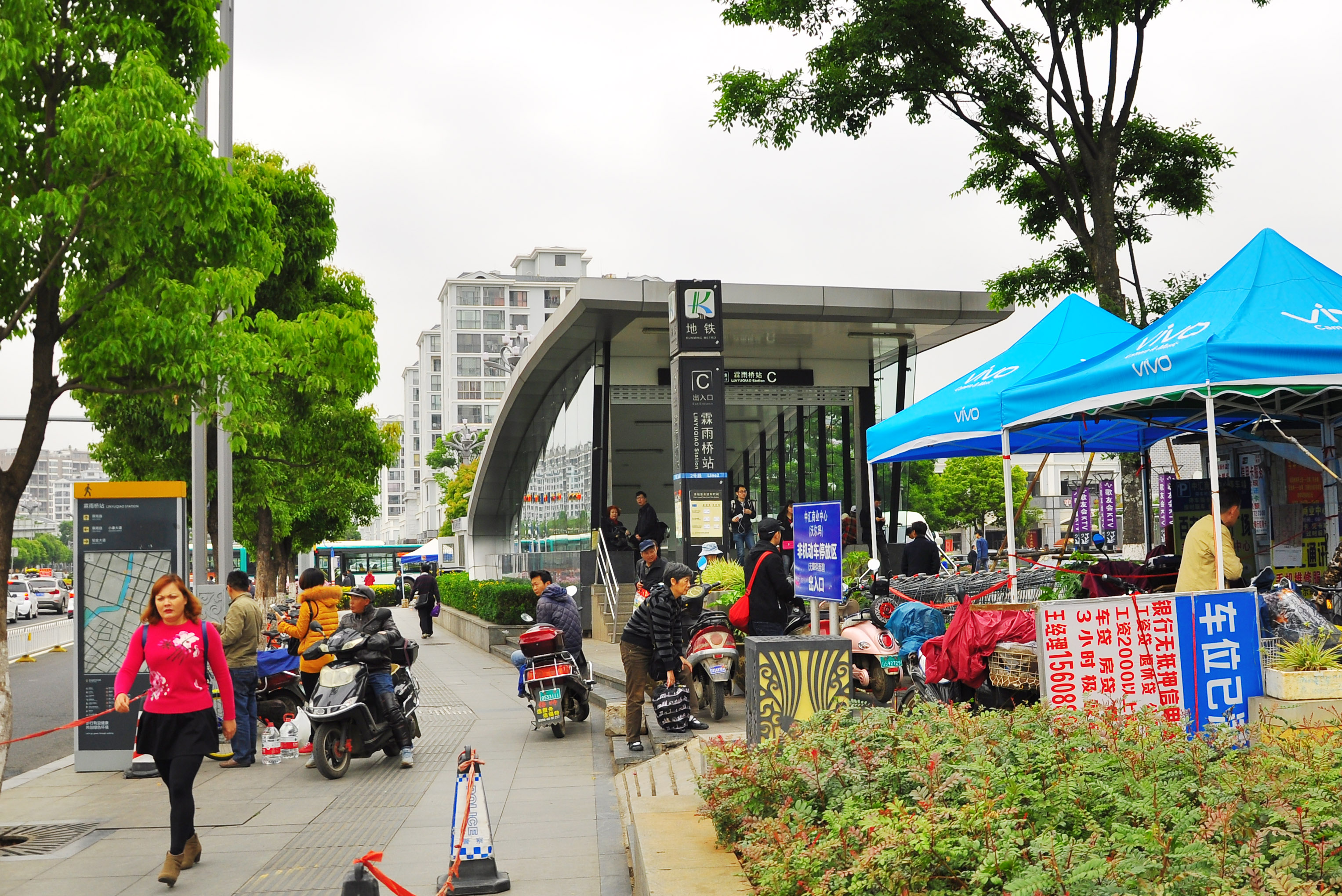
霖雨桥站
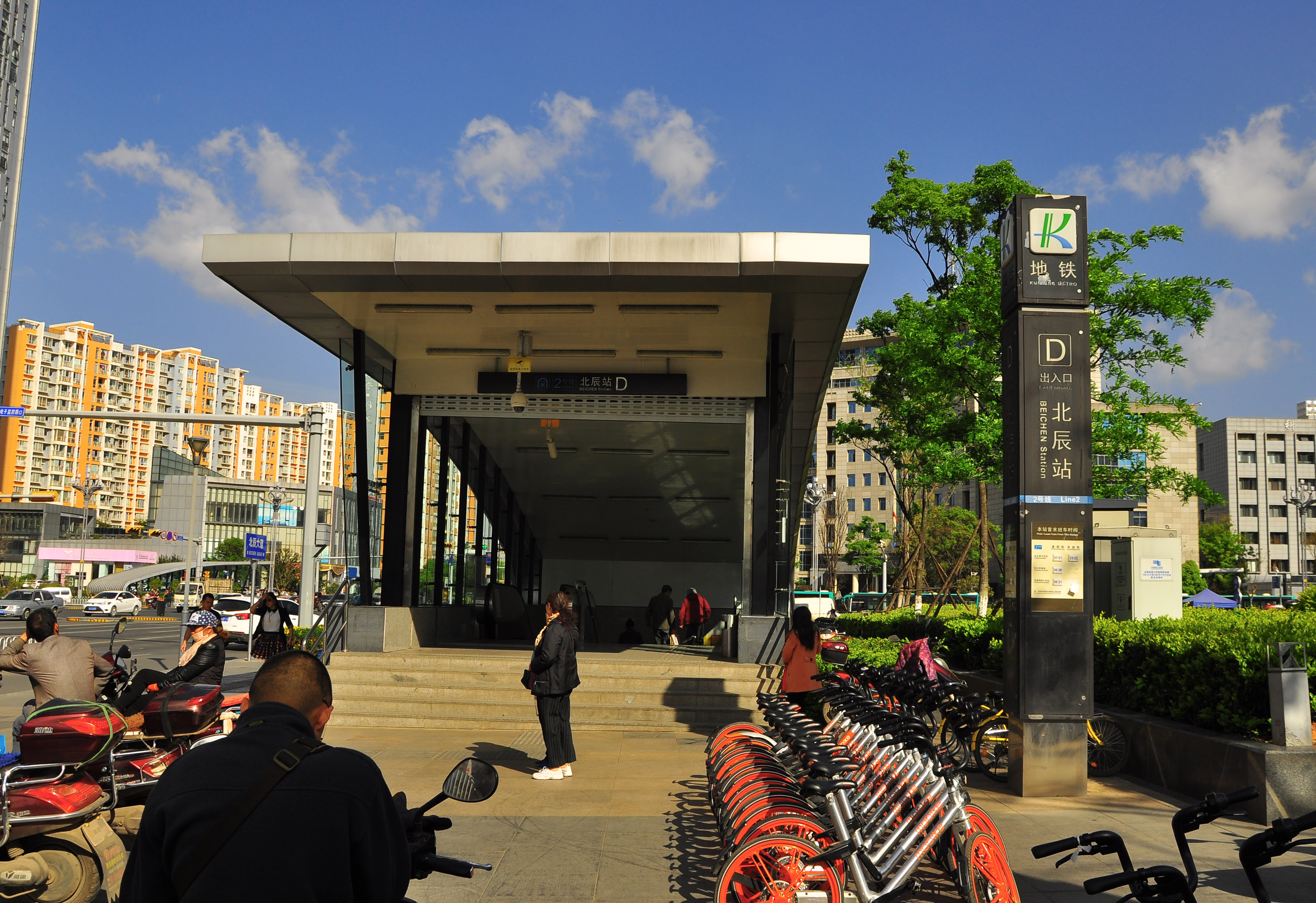
北辰站

## 经济
随着昆明北市区城市化建设的推进，金辰街道已完全城市化，第一、二产业已经消失，全街道产业结构已经调整为发展第三产业，其中楼宇经济已成为发展主动力，并形成了商贸服务业聚集的四大商圈：
- 北辰财富中心商圈
- 金星商圈
- 中汇商业广场商圈
- 云南映象商圈